# Ritgrund
Ritgrund är ett skär med fyr och lotsstation i Replot i Korsholms kommun, Österbotten. Ritgrund är beläget i Kvarken 6 km nordost om Björkö och markerar infarten till Vasa genom norra farleden.
Ritgrund är Finlands enda träfyr. Man byggde 1945 om Ritgrunds känningsbåk av trä och placerade en AGA-lykta högst upp. På 1980-talet lades lotsverksamheten ner här.